# Monique Chaumette
Pour les articles homonymes, voir Chaumette.
Monique Chaumette est une actrice française, née le 4 avril 1927 dans le 14e arrondissement de Paris.

## Biographie
Monique Chaumette est la fille d’un commerçant et d’une secrétaire. Son frère aîné, François Chaumette, devient acteur quelques années avant elle. Elle commence sa carrière d'actrice après la Seconde Guerre mondiale, au Théâtre national populaire entre 1947 et 1959. Elle y connaît la vie de troupe pendant de nombreuses années, y côtoie Gérard Philipe et joue au Festival d'Avignon. Elle poursuit ensuite, retenue dans de nombreuses distributions, à la fois dans différents spectacles de théâtre mais aussi à la télévision et au cinéma.
Elle est l'épouse pendant quelques années de l'écrivain Albert Cossery .
En 1962, elle épouse Philippe Noiret qu'elle a rencontré au Théâtre national populaire. Ils ont une fille, Frédérique Noiret, née le 25 mai 1960. Elle continue pour autant à se produire à la fois au théâtre, au cinéma et pour la télévision.
Elle reçoit  le Molière de la comédienne dans un second rôle, à 82 ans en 2009 (après avoir été sélectionnée en 2005) et indique en réaction : « C'est le premier prix de ma carrière, alors je suis très émue. Non seulement je ne pensais pas être récompensée mais je pensais que je ne l'aurais jamais. Ça me fait d'autant plus plaisir que je vais pouvoir ajouter ce trophée à tous ceux que Philippe (N.D.L.R. : Noiret) a reçus et dire à ma famille : Eh bien voilà, moi aussi ! »

## Filmographie

### Cinéma
- 1958 : Les Surmenés court métrage de Jacques Doniol-Valcroze : récitante
- 1965 : Compartiment tueurs de Costa-Gavras : Madame Rivolani
- 1967 : Un homme de trop de Costa-Gavras : Madame Moujon
- 1969 : Mister Freedom de William Klein : la Vierge Marie
- 1969 : L'Aveu de Costa-Gavras : l'ami de Lise
- 1971 : La Veuve Couderc de Pierre Granier-Deferre : Françoise
- 1972 : Pic et pic et colegram de Rachel Weinberg :  Déborah
- 1972 : Le Trèfle à cinq feuilles d'Edmond Freess : Marie-Berthe
- 1973 : Poil de Carotte de Henri Graziani : Rose Lepic
- 1973 : L'Horloger de Saint-Paul de Bertrand Tavernier : Madame Torrini
- 1973 : La Grande Bouffe de Marco Ferreri : Madeleine
- 1974 : Touche pas à la femme blanche ! de Marco Ferreri : Sister Lucy
- 1975 : Que la fête commence de Bertrand Tavernier : la gouvernante de Pontcallec
- 1976 : Monsieur Albert de Jacques Renard : Honorine
- 1976 : Le Juge et l'Assassin de Bertrand Tavernier : la mère de Louise
- 1977 : La Dentellière de Claude Goretta : la mère de François
- 1977 : La Communion solennelle de René Féret : Lise Paulet-Dauchy, 40 ans
- 1977 : Comme un boomerang de José Giovanni : la femme de l'horloger
- 1978 : La Barricade du point du jour de René Richon : Henriette
- 1979 : Félicité de Christine Pascal : la mère
- 1979 : Le Mors aux dents de Laurent Heynemann : Louise Guibert
- 1980 : Clara et les chics types de Jacques Monnet : la mère de Louise
- 1980 : Le Diable dans la tête/Instinct de femme de Claude Othnin-Girard : la mère de Marthe
- 1981 : Il faut tuer Birgitt Haas de Laurent Heynemann : Laura
- 1981 : Une rébellion à Romans de Philippe Venault : Catherine de Médicis
- 1982 : Les Fantômes du chapelier de Claude Chabrol : Madame Labbé, le fantôme
- 1983 : Un dimanche à la campagne de Bertrand Tavernier : Mercédès
- 1986 : Masques de Claude Chabrol : Colette, la secrétaire de Legagneur
- 1987 : Lamento court métrage de François Dupeyron : la mère
- 1987 : Camomille de Mehdi Charef : la mère de Martin
- 1987 : La Passion Béatrice de Bertrand Tavernier : la mère de François
- 1990 : Faux et usage de faux de Laurent Heynemann : Gisèle Laumière
- 1992 : Nous deux de Henri Graziani : Madeleine
- 2006 : Aurore de Nils Tavernier : Clotilde
- 2009 : Je vais te manquer d'Amanda Sthers : Fanny
- 2010 : Tête de turc de Pascal Elbé : Nora
- 2011 : La Délicatesse de David et Stéphane Foenkinos : Madeleine
- 2016 : Seul dans Berlin de Vincent Perez : Frau Rosenthal
- 2017 : Des gens bien de Bruno Lopez et Emmanuel Vielly : Margot

### Télévision
- 1959 : Macbeth de Claude Barma : la dame d'honneur
- 1964 : La Reine verte de Robert Mazoyer
- 1978 : Les Grands procès témoins de leurs temps : Le Pain et le vin de Philippe Lefebvre : Madame Barreau
- 1977 : Carnets de médecins de Joseph Drimal
- 1978 : Louise Michel, la vierge rouge de Michel Guillet et Roger Viry-Babel
- 1984 : La Lanterne des morts de Francis Fehr
- 1985 : Vous êtes avec moi victoria de Claude Barma
- 1985 : Double Face de Serge Leroy : la mère de Ring
- 1992 : Si le loup y était de Michel Sibra : Jeanne, la grand-mère
- 1997 : Les Lauriers sont coupés de Michel Sibra : Jeanne
- 2004 : Maigret : Maigret chez le docteur de Claudio Tonetti : Eugénie
- 2007 : Le Tuteur, saison 6, épisode 1 Le Clandestin d'Édouard Molinaro : Madame Grandet
- 2008 : L'Abolition de Jean-Daniel Verhaeghe : la mère de Robert Badinter
- 2008 : Mafiosa d'Hugues Pagan et Eric Rochant, saison 2, épisode 2 : madame Mordiconi
- 2009 : Cet été-là d'Élisabeth Rappeneau : Simone

## Théâtre
- 1947 : À chacun selon sa faim de Jean Mogin, mise en scène Raymond Hermantier
- 1947 : La Danse de mort d'August Strindberg, mise en scène Jean Vilar
- 1949 : La Tragédie du roi Richard II de William Shakespeare, mise en scène Jean Vilar, Festival d'Avignon
- 1949 : Œdipe d'André Gide, mise en scène Jean Vilar, Festival d'Avignon
- 1949 : Le Roi pêcheur de Julien Gracq, mise en scène Marcel Herrand, Théâtre Montparnasse
- 1950 : Henri IV de Shakespeare, mise en scène Jean Vilar, Festival d'Avignon
- 1950 : Le Cid de Corneille, mise en scène Jean Vilar, Festival d'Avignon
- 1950 : Le Profanateur de Thierry Maulnier, mise en scène Jean Vilar, Festival d'Avignon
- 1951 : La Calandria de Bernardo Dovizi da Bibbiena, mise en scène René Dupuy, Festival d'Avignon
- 1951 : Le Cid de Corneille, mise en scène Jean Vilar, TNP Festival d'Avignon
- 1951 : Le Prince de Hombourg d'Heinrich von Kleist, mise en scène Jean Vilar, TNP Festival d'Avignon
- 1951 : Mère Courage de Bertolt Brecht, mise en scène Jean Vilar, TNP Théâtre de la Cité Jardins Suresnes
- 1952 : L'Avare de Molière, mise en scène Jean Vilar, TNP Théâtre de Chaillot, Festival d'Avignon
- 1952 : Nucléa d'Henri Pichette, mise en scène Gérard Philipe et Jean Vilar, TNP Théâtre de Chaillot
- 1952 : Meurtre dans la cathédrale de Thomas Stearns Eliot, mise en scène Jean Vilar, TNP
- 1952 : Lorenzaccio d’Alfred de Musset, mise en scène Gérard Philipe, TNP Festival d'Avignon
- 1952 : Le Prince de Hombourg d'Heinrich von Kleist, mise en scène Jean Vilar, TNP Festival d'Avignon
- 1953 : Dom Juan de Molière, mise en scène Jean Vilar, TNP Festival d'Avignon
- 1953 : La Tragédie du roi Richard II de William Shakespeare, mise en scène Jean Vilar, TNP Festival d'Avignon
- 1953 : La Mort de Danton de Georg Büchner, mise en scène Jean Vilar, TNP
- 1954 : Le Prince de Hombourg d'Heinrich von Kleist, mise en scène Jean Vilar, Festival d'Avignon
- 1954 : Macbeth de William Shakespeare, mise en scène Jean Vilar, TNP Festival d'Avignon
- 1954 : Cinna de Corneille, mise en scène Jean Vilar, TNP
- 1954 : Ruy Blas de Victor Hugo, mise en scène Jean Vilar, TNP
- 1955 : Dom Juan de Molière, mise en scène Jean Vilar, TNP Festival d'Avignon
- 1955 : Le Triomphe de l'amour de Marivaux, mise en scène Jean Vilar, TNP
- 1955 : Marie Tudor de Victor Hugo, mise en scène Jean Vilar, TNP Festival d'Avignon
- 1956 : Les Femmes savantes de Molière, mise en scène Jean-Paul Moulinot, TNP Théâtre de Chaillot
- 1956 : Le Prince de Hombourg d'Heinrich von Kleist, mise en scène Jean Vilar, TNP Festival d'Avignon
- 1956 : Macbeth de William Shakespeare, mise en scène Jean Vilar, TNP Festival d'Avignon
- 1956 : Ce Fou de Platonov d'Anton Tchekhov, mise en scène Jean Vilar, Festival de Bordeaux, TNP
- 1957 : Meurtre dans la cathédrale de Thomas Stearns Eliot, mise en scène Jean Vilar, Festival d'Avignon
- 1957 : Le Faiseur, mise en scène Jean Vilar, TNP
- 1958 : Œdipe d'André Gide, mise en scène Jean Vilar, TNP, Festival de Bordeaux, Festival d'Avignon
- 1958 : Le Triomphe de l'amour de Marivaux, mise en scène Jean Vilar, TNP Festival d'Avignon
- 1958 : Marie Tudor de Victor Hugo, mise en scène Jean Vilar, TNP Festival d'Avignon
- 1959 : Le Songe d'une nuit d'été de William Shakespeare, mise en scène Jean Vilar, TNP Festival d'Avignon
- 1959 : Meurtre dans la cathédrale de Thomas Stearns Eliot, mise en scène Jean Vilar, TNP Festival d'Avignon
- 1959 : Mère Courage de Bertolt Brecht, mise en scène Jean Vilar, TNP Festival d'Avignon
- 1960 : Les Femmes savantes de Molière, mise en scène Jean-Paul Moulinot, TNP Théâtre Récamier
- 1960 : Mère Courage de Bertolt Brecht, mise en scène Jean Vilar, TNP Festival d'Avignon
- 1962 : Le Bourgeois gentilhomme de Molière, mise en scène Jean-Pierre Darras, Théâtre Hébertot
- 1963 : La Reine verte de Maurice Béjart, musique Pierre Henri, Théâtre Hébertot
- 1965 : Les Enchaînés d'Eugene O'Neill, mise en scène Jorge Lavelli, Théâtre Récamier
- 1966 : Se trouver de Luigi Pirandello, mise en scène Claude Régy, Théâtre Antoine
- 1971 : La Forêt de Alexandre Ostrovski, mise en scène André Barsacq, Théâtre de l'Atelier
- 1980 : L'Habilleur de Ronald Harwood, mise en scène Stéphan Meldegg, Théâtre de la Michodière
- 1988 : Le Retour au désert de Bernard-Marie Koltès, mise en scène Patrice Chéreau, Festival d'automne à Paris Théâtre Renaud-Barrault
- 1989 : La vie que je t'ai donnée de Luigi Pirandello, mise en scène Michel Dumoulin, Théâtre Hébertot
- 1991 : Heldenplatz (Place des Héros) de Thomas Bernhard, mise en scène Jorge Lavelli, Théâtre national de la Colline
- 1993 : Le Parfum de Jeanette de Françoise Dorner, mise en scène Annick Blancheteau, Studio des Champs-Elysées
- 2005 : Tantine et moi de Morris Panych, mise en scène Stephan Meldegg, Théâtre La Bruyère, Théâtre Fontaine
- 2009 : Baby Doll de Tennessee Williams, mise en scène Benoît Lavigne, Théâtre de l'Atelier
- 2010 : Baby Doll de Tennessee Williams, mise en scène Benoît Lavigne, tournée
- 2010 : Les Monologues du vagin de Eve Ensler, mise en scène Isabelle Rattier, Théâtre Michel
- 2012 : La Rose tatouée de Tennessee Williams, mise en scène Benoît Lavigne, Théâtre de l'Atelier

## Distinctions
- Molières 2005 : nomination au Molière de la comédienne dans un second rôle pour Tantine et moi
- Molières 2009 : Molière de la comédienne dans un second rôle pour Baby Doll